# Varacosa
Genre
Varacosa est un genre d'araignées aranéomorphes de la famille des Lycosidae.

## Distribution
Les espèces de ce genre se rencontrent aux États-Unis, au Canada et au Mexique.

## Liste des espèces
Selon World Spider Catalog (version 17.0, 20/04/2016) :
- Varacosa apothetica (Wallace, 1947)
- Varacosa avara (Keyserling, 1877)
- Varacosa gosiuta (Chamberlin, 1908)
- Varacosa hoffmannae Jiménez & Dondale, 1988
- Varacosa parthenus (Chamberlin, 1925)
- Varacosa shenandoa (Chamberlin & Ivie, 1942)

## Publication originale
- Chamberlin & Ivie, 1942 : A hundred new species of American spiders. Bulletin of the University of Utah, vol. 32, no 13, p. 1-117.